# Палеоантропология
Палеоантропологията (от гръцки: παλαιός – „древен“ и ἄνθρωπος – „човек“) е съчетание между две науки а именно палеонтология и физична антропология, като има за цел да изучи вкаменените кости и сечива на древните хора.